# Nemorilla ruficornis
Nemorilla ruficornis là một loài ruồi trong họ Tachinidae.